# Linia kolejowa Aktogaj – Dostyk
Linia kolejowa Aktogaj – Dostyk – linia kolejowa w Kazachstanie łącząca stację Aktogaj ze stacją Dostyk i z granicą państwową z Chinami. Położona jest na trasie Nowego Jedwabnego Szlaku. Zarządzana jest przez oddział ałmacki Kolei Kazachskich.
Znajduje się w obwodach abajskim i żetysuskim. Linia na całej długości jest niezelektryfikowana i jednotorowa.

## Geografia
Zachodnia część linii biegnie Kotliną Bałchasko-Ałakolską, wschodni fragment przebiega Bramą Dżungarską u podnóża Tienszanu.

## Historia
W 1954 Związek Socjalistycznych Republik Radzieckich oraz Chińska Republika Ludowa podpisały umowę o budowie transgranicznej linii kolejowej pomiędzy Kazachską SRR a Sinciangiem. Linia osiągnęła granicę od strony sowieckiej w 1959. W 1960 doszło do rozłamu radziecko-chińskiego, w konsekwencji którego rząd Chińskiej Republiki Ludowej wstrzymał prace nad swoim odcinkiem linii. Tym samym linia przez kilka dziesięcioleci pozostawała ślepa.
Chiny ukończyły swój odcinek toru dopiero w 1990 i wówczas otwarto na niej sowiecko-chińskie przejście graniczne. Po uzyskaniu niepodległości przez Kazachstan w 1991 linia znalazła się w Kazachstanie, do 2009 stanowiąc jedyne kolejowe połączenie Kazachstanu z Chinami (obecnie jest to jedna z dwóch linii pomiędzy tymi państwami).
Linia zyskała duże znaczenie w transporcie towarowym w II dziesięcioleciu XXI w., gdyż położona jest na najkrótszej trasie kolejowej łączącej Chiny z Europą. Obecnie stanowi część głównego korytarza transportowego pomiędzy Chinami a Europą.